# A New England Patriots 2008-as szezonja
A New England Patriots 2008-as szezonja a csapat 39. szezonja a National Football League-ben, összesen pedig a 49. A csapat a 2007-es alapszakaszt 16-0-s mutatóval zárta, és csak a 42. Super Bowlon veszítettek 17-14-re a New York Giants ellen.

## Menetrend
Az NFL előre ütemező képlete alapján:
|                         | Hazai ellenfelek                           | Idegenbeli ellenfelek                      |
| ----------------------- | ------------------------------------------ | ------------------------------------------ |
| AFC East                | Buffalo Bills Miami Dolphins New York Jets | Buffalo Bills Miami Dolphins New York Jets |
| AFC West                | Denver Broncos Kansas City Chiefs          | Oakland Raiders San Diego Chargers         |
| NFC West                | Arizona Cardinals St. Louis Rams           | San Francisco 49ers Seattle Seahawks       |
| AFC főcsoport győztesek | Pittsburgh Steelers (AFC North)            | Indianapolis Colts (AFC South)             |

### Előszezon
| Hét | Kezdőrúgás | Dátum               | Ellenfél             | Eredmény | Helyszín              | TV   | Mutató | NFL.com Összefoglaló |
| --- | ---------- | ------------------- | -------------------- | -------- | --------------------- | ---- | ------ | -------------------- |
| 1   | 19:30 EDT  | 2008. augusztus 7.  | Baltimore Ravens     | V 15-16  | Gillette Stadium      | WCVB | 0-1    | Összefoglaló         |
| 2   | 20:00 EDT  | 2008. augusztus 17. | Tampa Bay Buccaneers | V 10-27  | Raymond James Stadium | NFLN | 0-2    | Összefoglaló         |
| 3   | 19:30 EDT  | 2008. augusztus 22. | Philadelphia Eagles  | V 17-27  | Gillette Stadium      | WCVB | 0-3    | Összefoglaló         |
| 4   | 19:00 EDT  | 2008. augusztus 28. | New York Giants      | V 14-19  | Giants Stadium        | WCVB | 0-4    | Összefoglaló         |

### Alapszakasz
| Hét | Kezdőrúgás | Dátum                | Ellenfél            | Eredmény    | Helyszín                        | TV        | Mutató    | NFL.com Összefoglaló |
| --- | ---------- | -------------------- | ------------------- | ----------- | ------------------------------- | --------- | --------- | -------------------- |
| 1   | 13:00 EDT  | 2008. szeptember 7.  | Kansas City Chiefs  | Gy 17-10    | Gillette Stadium                | CBS       | 1-0       | Összefoglaló         |
| 2   | 16:15 EDT  | 2008. szeptember 14. | New York Jets       | Gy 19-10    | Giants Stadium                  | CBS       | 2-0       | Összefoglaló         |
| 3   | 13:00 EDT  | 2008. szeptember 21. | Miami Dolphins      | V 13-38     | Gillette Stadium                | CBS       | 2-1       | Összefoglaló         |
| 4   | Pihenőhét  | Pihenőhét            | Pihenőhét           | Pihenőhét   | Pihenőhét                       | Pihenőhét | Pihenőhét | Pihenőhét            |
| 5   | 16:15 EDT  | 2008. október 5.     | San Francisco 49ers | Gy 30-21    | Candlestick Park                | CBS       | 3-1       | Összefoglaló         |
| 6   | 20:15 EDT  | 2008. október 12.    | San Diego Chargers  | V 10-30     | Qualcomm Stadium                | NBC       | 3-2       | Összefoglaló         |
| 7   | 20:30 EDT  | 2008. október 20.    | Denver Broncos      | Gy 41-7     | Gillette Stadium                | ESPN      | 4-2       | Összefoglaló         |
| 8   | 13:00 EDT  | 2008. október 26.    | St. Louis Rams      | Gy 23-16    | Gillette Stadium                | FOX       | 5-2       | Összefoglaló         |
| 9   | 20:15 EST  | 2008. november 2.    | Indianapolis Colts  | V 15-18     | Lucas Oil Stadium               | NBC       | 5-3       | Összefoglaló         |
| 10  | 13:00 EST  | 2008. november 9.    | Buffalo Bills       | Gy 20-10    | Gillette Stadium                | CBS       | 6-3       | Összefoglaló         |
| 11  | 20:15 EST  | 2008. november 13.   | New York Jets       | V 31-34 (H) | Gillette Stadium                | NFLN      | 6-4       | Összefoglaló         |
| 12  | 13:00 EST  | 2008. november 23.   | Miami Dolphins      | Gy 48-28    | Dolphin Stadium                 | CBS       | 7-4       | Összefoglaló         |
| 13  | 16:15 EST  | 2008. november 30.   | Pittsburgh Steelers | V 10-33     | Gillette Stadium                | CBS       | 7-5       | Összefoglaló         |
| 14  | 16:05 EST  | 2008. december 7.    | Seattle Seahawks    | Gy 24-21    | Qwest Field                     | CBS       | 8-5       | Összefoglaló         |
| 15  | 16:15 EST  | 2008. december 14.   | Oakland Raiders     | Gy 49-26    | Oakland-Alameda County Coliseum | CBS       | 9-5       | Összefoglaló         |
| 16  | 13:00 EST  | 2008. december 21.   | Arizona Cardinals   | Gy 47-7     | Gillette Stadium                | FOX       | 10-5      | Összefoglaló         |
| 17  | 13:00 EST  | 2008. december 28.   | Buffalo Bills       | Gy 13-0     | Ralph Wilson Stadium            | CBS       | 11-5      | Összefoglaló         |

1. ↑  Sugározta a WBZ-TV.
2. ↑  Sugározta a WMUR-TV és a WCVB-TV.
3. ↑  Sugározta a CBS, NBC, WMUR-TV, WWOR-TV, és WCVB-TV.

### Csoport állás
| AFC East             | AFC East | AFC East | AFC East | AFC East | AFC East      | AFC East    | AFC East |
| Csapatok             | Gy       | V        | D        | %        | Szerzett pont | Kapott pont | Mutató   |
| -------------------- | -------- | -------- | -------- | -------- | ------------- | ----------- | -------- |
| Miami Dolphins       | 11       | 5        | 0        | .688     | 345           | 317         | Gy-5     |
| New England Patriots | 11       | 5        | 0        | .688     | 410           | 309         | Gy-4     |
| New York Jets        | 9        | 7        | 0        | .563     | 405           | 356         | V-2      |
| Buffalo Bills        | 7        | 9        | 0        | .438     | 336           | 342         | V-1      |